# Giovanni Battista Tommasi
Giovanni Battista Tommasi (Crotona, Calàbria, 6 d'octubre de 1731 - Catània, Sicília, 13 de juny de 1805) fou Gran Mestre de l'Orde de l'Hospital des del 1803 fins a l'any de la seva mort.

## Context històric
El 1798 Napoleó Bonaparte va ocupar l'illa de Malta, seu dels cavallers de Sant Joan i el gran Mestre Ferdinand von Hompesch zu Bolheim va abdicar. Els membres de l'orde es van dispersar per Europa i una bona part es van reagrupar a Rússia. Allà, van elegir per gran Mestre el tsar Pau I de Rússia, que no va ser mai reconegut pel papa, ja que un cristià ortodox que mai havia estat membre de l'orde no podia assegurar la seva continuïtat.
A la mort de Pau I, el seu fill Alexandre I de Rússia no va voler continuar més aquesta situació irregular i va refusar el mestratge. L'orde estava massa dispersa perquè pogués tenir lloc una assemblea general, de manera que cada priorat va proposar un candidat i l'11 de març de 1803 el papa va triar un Mestre d'entre tots els candidats, aquest va ser Giovanni Battista Tommasi.

## Biografia
Giovanni Battista Tommasi va néixer a Crotona en el Regne de Nàpols el 6 d'octubre de 1731. Amb 12 anys va ser enviat a Malta per entrar al servei del Mestre Manuel Pinto da Fonseca com a patge. Amb el temps, però, va esdevenir mariner de l'orde on va adquirir gran fama, fins que fou el cap de la flota hospitalera.
Després de la invasió napoleònica de l'illa i el pas d'aquesta als anglesos, el papa es va encarregar d'elegir un nou mestre. D'aquesta manera, Tommasi fou elegit en segona instància el 9 de febrer de 1803 sota recomanació del rei de Nàpols i el tsar de Rússia. La primera cosa que va fer, fou enviar un requeriment als anglesos perquè abandonessin Malta d'acord amb el punt 10 del Tractat d'Amiens i que pogués ocupar el palau del Gran Mestre de La Valletta.
El ministre britànic Alex-J. Ball li va respondre el 2 de març de 1803 que davant la manca de reconeixement de l'orde per part d'algunes potències europees, els anglesos mantindrien l'illa per salvaguardar-la. Tampoc podia alliberar el palau, ja que hi havia l'administració britànica i que podia ocupar el palau de la Boschetta, però com que no estava moblat li recomanava que s'esperés a Sicília.
El 27 de juny de 1803 va convocar capítol general a l'església de Messina, on va mostrar les butlles del seu nomenament als cavallers, i va demanar a tothom que l'orde s'havia de mantenir amb els seus estatuts.
Com que no podia retornar a Malta, es va instal·lar a Catània on va rebre l'arxiu de l'orde, i li va ser ofert el convent dels augustins com a residència. El 13 de juny de 1805 va morir amb 74 anys. Abans, però, havia elegit Innico-Maria Guevara-Suardo com a lloctient, càrrec que li va ser confirmat pel papa i on va estar fins al 15 d'abril de 1814.
Tommasi va ser enterrat a la catedral de Catània i a la seva Crotona natal es va fer un monument funerari també a la catedral, on hi ha un museu amb objectes personals.
Se sap que era maçó i juntament amb altres tres membres destacats de l'orde Abel de Loras proper al mestre Rohan, el batlle Tommasi, antic patge de Pinto i el comte de Litta, va fundar una lògia.